# 奧諾霍伊
奥诺霍伊（羅馬化：Onokhoy）是俄罗斯布里亚特共和国的市级镇，属扎伊格拉耶沃区，位于乌达河畔，在共和国首府乌兰乌德东北。
该地2021年人口有10,767人；2010年人口10,689；1989年人口10,715。